# Museo geomineralogico e del caolino
Il Museo geomineralogico e del caolino è un museo di Schio che raccoglie numerosi esemplari di minerali e varie testimonianze riguardanti l'attività estrattiva del caolino, in passato praticata nella zona del Tretto.

## Storia
Il museo nasce ufficialmente nel dicembre 2006 con il comodato d'uso della collezione di Ugo De Grandis, membro del Gruppo mineralogico scledense nato negli anni settanta. La prima sede trova spazio in alcuni locali del consiglio di quartiere di Magrè; nell'ottobre del 2013 il museo viene trasferito presso le scuderie della dismessa caserma degli alpini, a Schio, di proprietà del Comune. I locali più adeguati permettono l'allestimento della sezione dedicata al caolino. Il museo fa parte della rete di musei vicentini denominata Musei Altovicentino. Nello stesso edificio è ospitata anche l'esposizione dei cimeli della prima guerra mondiale intitolata a Tito Caporali.

## Collezione
L'esposizione è strutturata in due sale: la sala geomineralogica e la sala del caolino.
La sala geomineralogica, che include più di 3000 pezzi, è suddivisa a sua volta in quattro sezioni: la prima che illustra la litologia del territorio scledense e vicentino; la seconda che raccoglie una collezione mineralogica sistematica ed include pezzi di provenienza sia locale, che nazionale e estera; la terza che include varie "curiosità" (i minerali falsi, i minerali sintetici, eccetera) e la quarta che espone le varietà minerali del territorio.
La sala del caolino raccoglie vari reperti quali attrezzature, oggetti, immagini fotografiche, materiale di laboratorio, campioni di caolino grezzi e lavorati estratti dalle miniere di Val dei Mercanti di Torrebelvicino e località Pozzani a Tretto quale testimonianza della tradizionale attività estrattiva.

## Galleria d'immagini

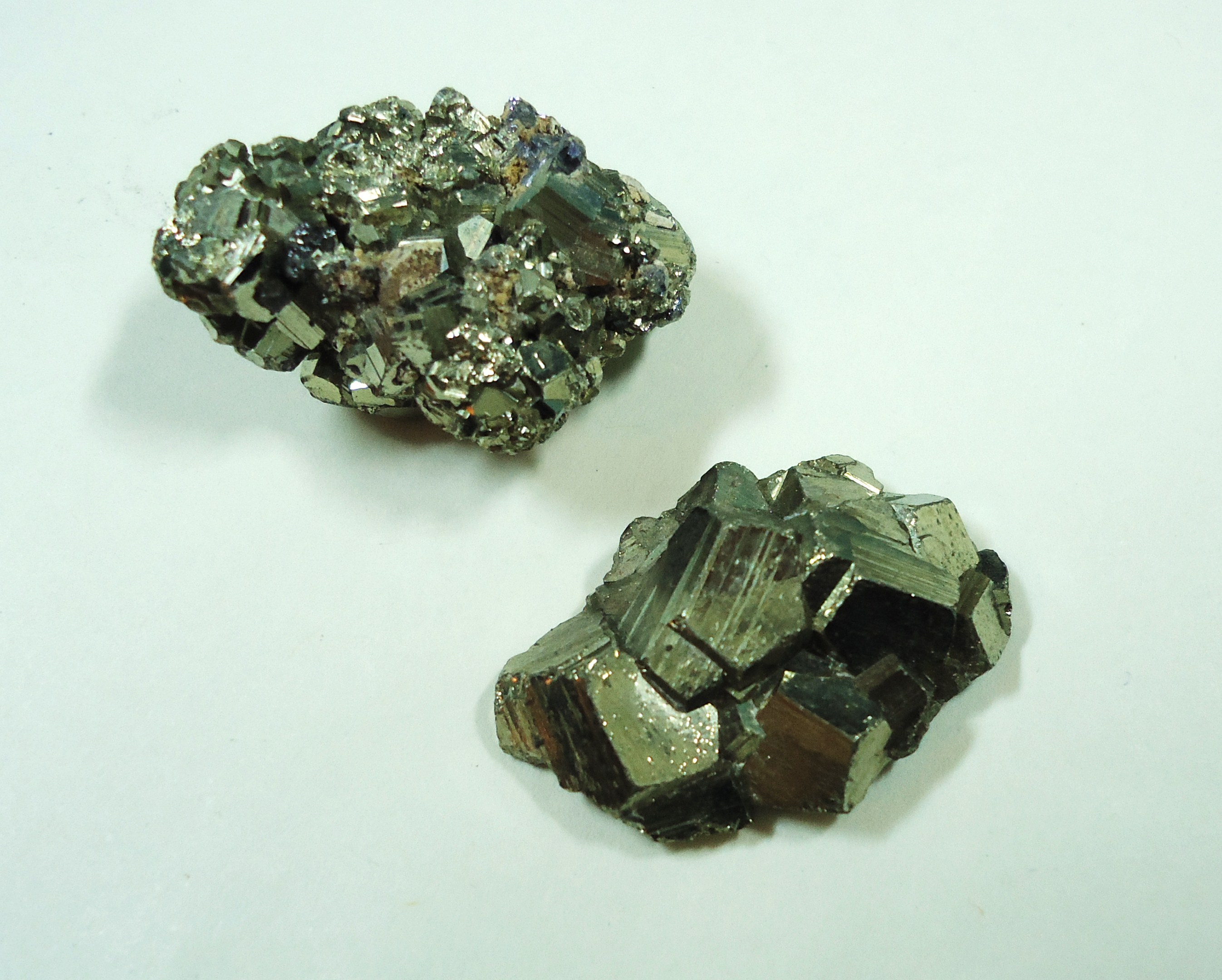
Pirite
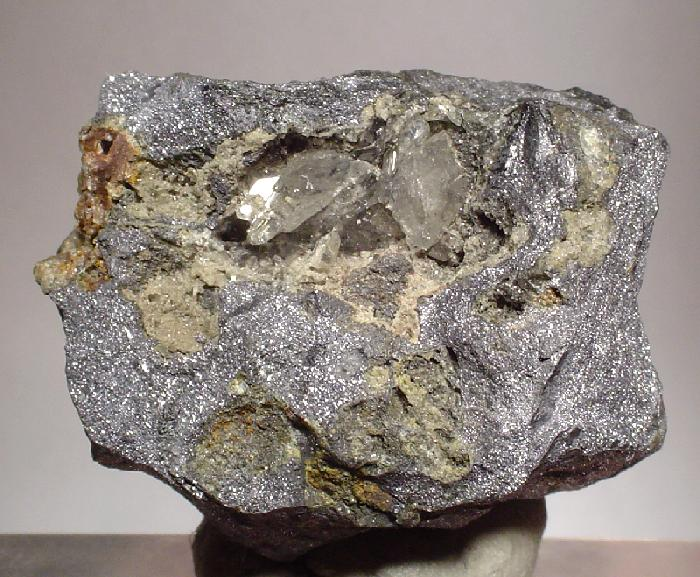
Galena
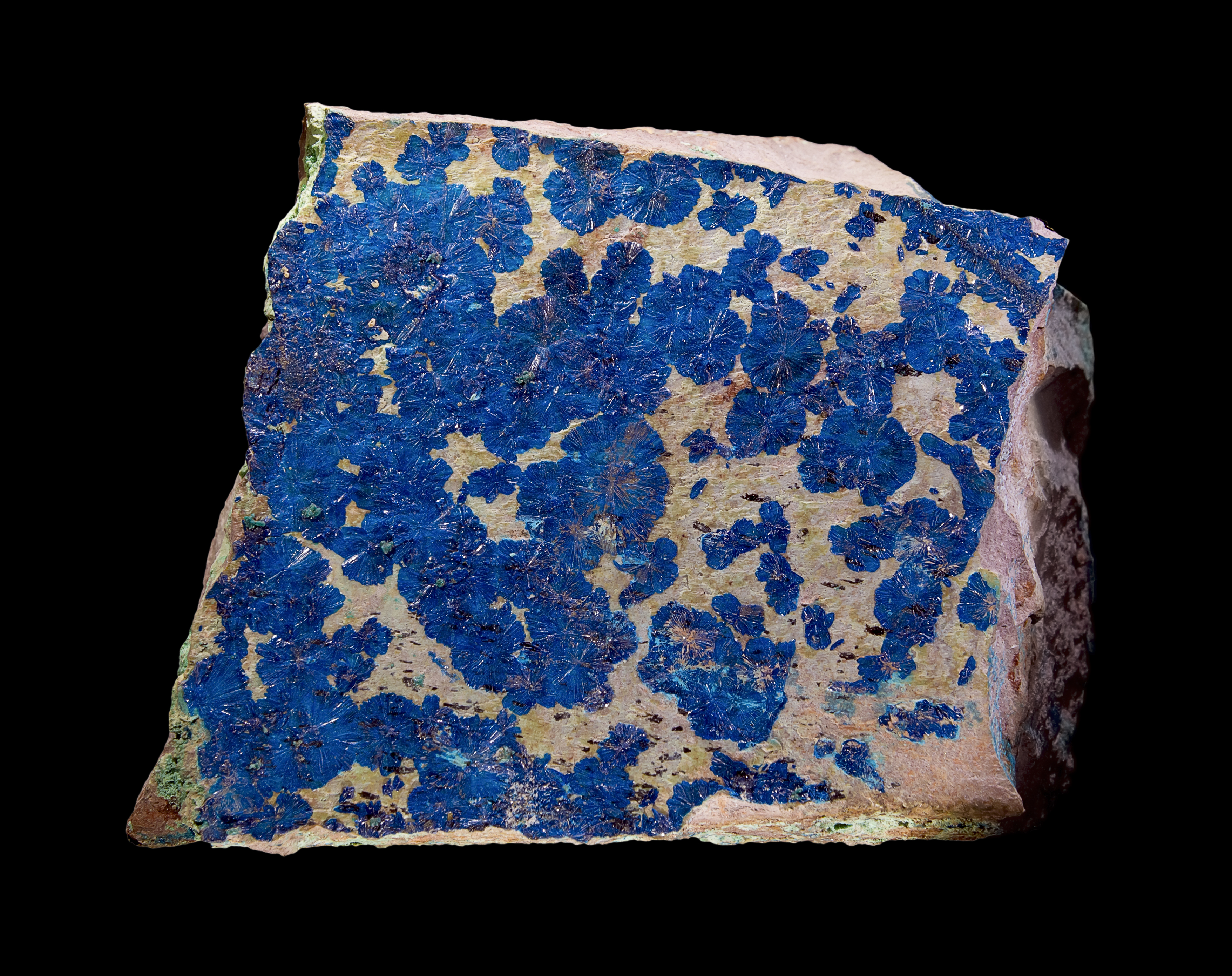
Cornetite
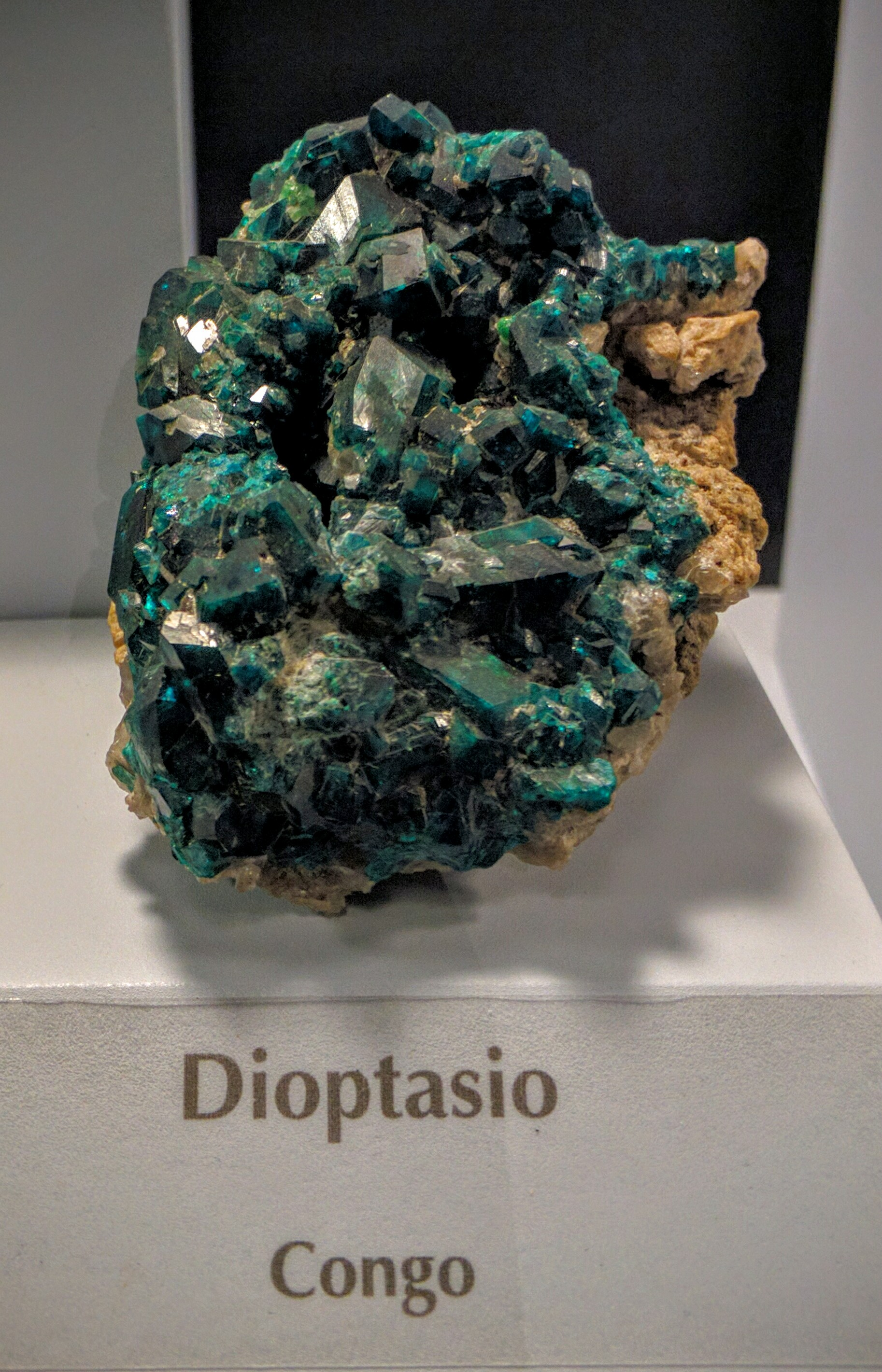
Dioptasio
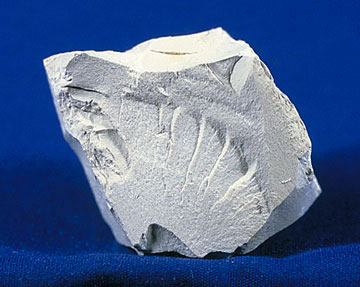
Caolino